# Kim Chapiron
Pour les articles homonymes, voir Chapiron.
 (février 2020).
 (juin 2017).
Si vous disposez d'ouvrages ou d'articles de référence ou si vous connaissez des sites web de qualité traitant du thème abordé ici, merci de compléter l'article en donnant les références utiles à sa vérifiabilité et en les liant à la section « Notes et références ».
Kim Chapiron est un réalisateur et scénariste français, né le 4 juillet 1980 à Paris.

## Biographie

### Jeunesse
D'origine vietnamienne par sa mère, Kim Chapiron est le fils du graphiste Kiki Picasso et le frère de la chanteuse et styliste Mai Lan. À partir de 1986, il grandit dans un immeuble du XXe arrondissement de Paris, où vit le cinéaste Chris Marker.
En 1995, il crée le collectif Kourtrajmé avec le réalisateur Romain Gavras (fils de Costa-Gavras), Vincent Cassel (fils de Jean-Pierre Cassel) et Nguyên Lê. Il réalise et joue dans le court métrage de science-fiction Paradoxe Perdu, puis dans une vingtaine de courts métrages d'action comiques.

### Carrière
En février 2006, il sort son premier long métrage, Sheitan, qui est projeté en clôture du Midnight Madness au Festival international du film de Toronto de 2005, puis sélectionné par le Festival international du film fantastique de Gérardmer, le Festival du film de Melbourne et le Festival du film de Tribeca, puis acheté dans 30 pays. Son deuxième film, Dog Pound, produit par Partizan Films et tourné en 2008, montre le quotidien de trois mineurs dans une prison du Montana, aux États-Unis et remporte le prix du Meilleur nouveau réalisateur 2010 (Best New Narrative Filmaker) au Festival du film de Tribeca.
En août 2012, il tourne son troisième long métrage, La Crème de la crème, dans une grande école de commerce française. Le film relate la vie de trois étudiants qui montent un réseau de prostitution. Le jour de la sortie du film, le 1er avril 2014, il déclare dans le Grand Journal de Canal+ trouver la pornographie en streaming « assez incroyable »,. En mars 2017, il est membre du jury de la 4e édition du Festival International du court métrage de Rennes, le Festival 7e Lune. Le jeune Imam, son dernier film, sort en 2023.

### Musique
Il réalise les clips de rap France à fric, premier extrait du triple album Confessions d'un enfant du siècle de Rockin' Squat, Quitte-moi de Oxmo Puccino (avec Ludivine Sagnier et Vincent Cassel), Je n'arrive pas à danser de TTC, Pour ceux de la Mafia K'1 Fry et PNL pour le clip À l'ammoniaque. Il est nommé aux Césars 2020 dans la catégorie meilleure musique pour le film Les Misérables.

### Vie personnelle
Kim Chapiron est en couple avec l'actrice Ludivine Sagnier, avec qui il a eu deux filles : Ly Lan, née en 2009, et Tam, née en 2017.

## Filmographie[9]

### Comme réalisateur

#### Cinéma
- 2005 : Sheitan
- 2009 : Dog Pound
- 2014 : La Crème de la crème
- 2023 : Le Jeune Imam

#### Télévision
- 2017 : Guyane (série télévisée)

#### Courts métrages
- 2002 : La Barbichette
- 2002 : Le Chat de la grand-mère d'Abdelkrim
- 2011 : Dripping
- 2011 : Enfant de la partie

#### Clips
- 2003 : Pour ceux, de Mafia K'1 Fry
- 2007 : Blow The X-Pense - All of My Dreams
- 2010 : Quitte-moi, d'Oxmo Puccino
- 2018 : Rock Out, de Lil Reek et Brodinski
- 2019 : À l'ammoniaque, de PNL
- 2020 : Too Hot, de Pink Noise
- 2020 : Papa Belly, de Pink Noise
- 2022 : Sky Fry, de Pink Noise
- 2023 : Nouvelles, de PLK

### Comme scénariste
- 2002 : La Barbichette (court métrage)
- 2005 : Sheitan
- 2009 : Dog Pound
- 2014 : La Crème de la crème
- 2023 : Le Jeune Imam

### Comme acteur
- 2002 : Traitement de substitution no 4 (vidéo), de Christian Chapiron, alias Kiki Picasso
- 2010 : Notre jour viendra, de Romain Gavras : le jeune gothique
- 2019 : Les Misérables, de Ladj Ly : une des mères de la cité

### Comme compositeur
- 2019 : Les Misérables, de Ladj Ly

### Comme photographe de plateau
- 2010 : Notre jour viendra, de Romain Gavras
- 2017 : Le Monde est à toi, de Romain Gavras

## Distinctions
- 2006 : Sélection officielle au Festival international du film d'Édimbourg et au Festival du film de Melbourne en Australie pour Sheitan
- 2006 : Clôture du Festival international du film de Toronto, projection au Midnight Madness pour Sheitan
- 2010 : Meilleur Nouveau Réalisateur (Best New Narrative Filmaker) au Festival du film de Tribeca pour Dog Pound
- 2017 : Invité d'honneur du Festival des Busters 2017
- César 2020 : Nomination au César de la meilleure musique originale pour Les Misérables